# Помаре I
Пома́ре I (1742 — 3 сентября 1803) — объединитель и первый король Таити в 1788—1791 годах, правил в качестве регента при своем сыне, малолетнем Помаре II, с 1791 года до своей смерти в 1803 году.
Помаре родился в районе Паре (область Пурионуу), около 1743 года. Был вторым сыном местного вождя Теу Тунуиэаитеатуа от его жены, Тетупаиа-и-Хауири. Вначале он правил под регентством своего отца с 1743 года (на Таити существовал обычай, по которому верховные вожди областей формально отрекались от власти при рождении сыновей, но фактически продолжали держать бразды правления в своих руках вплоть до их совершеннолетия) и наследовал своему отцу с титулом арии-рахи в Порионуу 23 ноября 1802 года.

## Предпосылки создания государства на Таити
Во второй половине XVIII века на Таити начался интенсивный переход от первобытно-общинного к раннеклассовом обществу с сохранением значительных черт родовых отношений, продолжавших оказывать большое влияние на жизнь таитян. К этому времени классовое расслоение и имущественная дифференциация приобрели здесь отчетливые формы. Социальные изменения на острове проявлялись в форме борьбы вождей за верховную власть. Однако институт верховной власти был явлением ненадежным и зыбким, поскольку верховный вождь зависел от поддержки вождей низшего ранга, правивших отдельными частями острова. Последние, в свою очередь, были заинтересованы в поддержании «баланса сил», поэтому в любой момент могли отказать в подчинении чрезмерно возвысившемуся верховному вождю, перестать выплачивать ему дань, объявить войну. Только Помаре смог в достаточной мере укрепить верховную власть и консолидировать таитянское общество. Формированию государственности на Таити также в значительной мере способствовали тесные контакты с европейцами.

## Ранние годы Помаре. Путь к власти
Отец будущего Помаре, Теу, активно участвовал в междоусобной борьбе среди племенных вождей. В 1760-х годах наиболее могущественным правителем на Таити был Тутаха, вождь области Атахуру на северо-западном побережье острова. Однако формально он не мог стать верховным правителем (этот титул находился в руках вождей области Папара), поскольку был лишь младшим отпрыском местного рода. Теу, а затем и Помаре, были союзниками Тутахи в борьбе за власть. Около 1769 года междоусобная борьба на острове вспыхнула с новой силой: соединенные силы вождей Тутаха, Теу и Вехаиатуа выступили против области Папара. В этой войне вожди Папары потерпели поражение и утратили первенствующее политическое значение. На первое место выдвинулся вождь Тутаха, а Помаре, носивший тогда имя Ту, был его ближайшим союзником.
В том же 1769 году Тутаха (и поддерживавший его Ту-Помаре) вступил конфликт с другим бывшим союзником, вождем Вехиатуа. В 1770 году произошла морская битва близ берегов Таити-ити, которая не принесла успеха ни одной из сторон. В 1773 году Тутаха и Ту, собрав значительные силы, двинулись по суше к перешейку, на котором произошло ожесточенное сражение (март 1773 года). Вехиатуа одержал решительную победу. Тутаха был убит, Ту бежал в горы. Вехиатуа вторгся в области врага и разграбил их. Ту был вынужден принять мир на условиях, продиктованных ему Вехиатуа. Смерть Тутахи выдвинула на первый план Ту, который, оправившись от поражения, вступил в качестве претендента на верховную власть на острове.
Уже к 1774 году обстановка на Таити значительно изменилась. В 1772—1773 годах Ту был незначительным вождем, лавировавшим между правителями областей Тефана и Атахуэру, которые вовлекали его в борьбу на острове Эймео. А в 1774 году Джеймс Кук писал о Ту как о верховном вожде острова, называя его королём.
Туземцы рассказали мне, что Тоутаха, правитель области, расположенной на большом таитянском полуострове, был убит в сражении, в котором участвовали войска двух здешних королевств, и случилось это около пяти месяцев тому назад. Вместо него теперь правит Оту. Большая часть наших старых друзей из Матаваи пали в бою, а с ними погибло много простого народа. Однако ныне оба королевства живут в мире.Джеймс Кук. Путешествие к Южному полюсу и вокруг света. Книга 1, гл. 10.
После завтрака я нанес визит Оту и преподнес ему новые подарки и, между прочим, меч, один вид которого привел боязливого короля в ужас.Джеймс Кук. Путешествие к Южному полюсу и вокруг света. Книга 1, гл. 11.
Нанеся последний визит Оту, я оставил ему трех баранов. Подарок этот совершенно успокоил короля, и когда я сказал ему, что завтра мы покидаем Матавай, он искренне опечалился.Джеймс Кук. Путешествие к Южному полюсу и вокруг света. Книга 1, гл. 11.
Решающую роль в войне с Эймео играл один из вождей области Тефана — Тоухе, которого Кук называет адмиралом Ту. В 1777 году Соперничество между этими вождями едва не привело к открытому конфликту. В 1783 году против Ту выступили вождь острова Эймео Махине и вожди Атахуру. В сражении, которое произошло в районе Паре, Ту был разгромлен и бежал в горы, а его области подверглись опустошению.

## Взаимоотношения с европейцами
Когда в 1788 году на Таити в ходе знаменитой эпопеи судна «Баунти» прибыл капитан Блай, он нашел Ту, уже сменившего имя на Помаре, в очень затруднительном положении. Район Паре, в котором жил Помаре, был опустошен, все соседние вожди выступили против Помаре, от флота которого осталось только три каноэ. Стремясь объединить Таити, Помаре и его союзники установили дружеские отношения с иностранцами. Они охотно принимали беглых матросов, используя их знакомство с ремеслами и огнестрельным оружием, стремились закупать у капитанов иностранных судов как можно больше европейского оружия, делали попытки побудить европейцев принять непосредственное участие в борьбе за объединение Таити. В значительной мере им удалось добиться своих целей, хотя впоследствии политика династии Помаре и их покровительство христианству было умело использовано английскими миссионерами для захвата власти на острове в свои руки.
Неоценимую помощь Помаре оказали мятежники с «Баунти». При этом они помогали королю не только своими мушкетами, но и предоставляли в его распоряжение настоящее военное судно, построенное из подручных материалов бывшим корабельным плотником Моррисоном. С помощью членов экипажа «Баунти», нанятых им на службу, Помаре в 1790 году упрочил своё положение и разбил вождя Эймео Махине. Вожди области Атахуру, союзники Эймео, также покорились Помаре. Одним из решающих результатов нападения на Атахуру был захват мароруа — пояса, украшенного красными перьями, символа королевской власти. Отныне он находился в руках Помаре I. И тот послал своих белых воинов по окружной дороге вдоль побережья острова, чтобы они демонстрировали Красный пояс в каждой деревне. Моряки с «Баунти» несли мароруа и английский флаг, тоже украшенный красными перьями.
Помаре I одержал решительную победу. Однако главную роль сыграли его «английские друзья». Будущий первый король объединенного Таити даже не покидал своей резиденции. Всю работу за него проделали англичане. Его власть признал и п-ов Таити-ити. К концу XVIII века единственным независимым вождем на острове оставался вождь области Папара. После этого, в 1791 году, Помаре избавился от матросов с «Баунти», выдав их капитану Эдуарду, отправленному английским правительством для поимки мятежников.

## Последние годы жизни
В 1791 году Помаре согласно традиции формально отрекся от власти в пользу сына, Помаре II, но фактически продолжал осуществлять правление. К 1797 году оба Помаре почти завершили объединение Таити. Их власти покорились почти все области Таити-нуи и Таити-ити, а также соседние мелкие острова Эймео, Мотеа, Тетуароа. Резиденция Помаре II находилась на Таити, а Помаре I жил на острове Эймео, который превратился наравне с районом Паре в своего рода домен семьи Помаре.
Помаре умер 3 сентября 1803 года. Он был женат 4 раза и оставил 2 сыновей и 3 дочерей.

## Образ в кино
- «Мятеж на „Баунти“» (1935)
- «Мятеж на „Баунти“» (1962)
- «Баунти» (1984)